# Гарананга, Мунаше Питер
Мунаше Питер Гарананга (англ. Munashe Peter Garananga; род. 18 января 2001, Хараре) — зимбабвийский футболист, защитник клуба «Копенгаген» и национальной сборной Зимбабве.

## Карьера

### Начало карьеры
Начинал заниматься футболом в местной школе в родном городе Хараре. Позже в школе создали свою футбольную академию под названием «Академия Принца Эдварда», в которой Мунаше также продолжил заниматься футболом. В возрасте 14 лет футболист стал заниматься футболом на более серьезной основе. Затем в возрасте 15 лет игрока заметил директор южноафриканской академии «Убунту Кейптаун», в которую вскоре футболист и перебрался. В 2019 году в местных турнирах в Кейптауне признавался лучшим игроком и защитником турнира.

### «Динамо» Брест
В январе 2022 года прибыл в Брест на просмотр в местное «Динамо». В феврале 2022 года подписал двухлетний контракт с брестчанами. Дебютировал за клуб 6 марта 2022 года в четвертьфинале Кубка Беларуси против «Витебска». В ответом матче против витебской команды игрок также вышел на поле в стартовом составе, однако динамовцы по сумме двух матчей проиграли и выбыли с турнира. В чемпионате дебютировал 19 марта 2022 года против солигорского «Шахтёра». Был признан лучшим игроком брестчан в матче стартового тура. Дебютный гол за клуб забил  2 апреля 2022 года в матче против «Ислочи», благодаря чему брестчане смогли вырвать ничью. В следующем матче 10 апреля 2022 года против гродненского «Немана» забил свой второй гол. Футболист быстро закрепился в основной команде, став одним из ключевых защитников клуба.

### «Шериф»

#### Сезон 2022/23
В декабре 2022 года появилась информация, что футболист продолжит карьеру в тираспольском «Шерифе». В январе 2023 года футболист по информации пресс-службы брестского «Динамо» отправился на просмотр в клуб за пределами белорусского чемпионата. Вскоре по сообщениям источников появилась информация, что трансфер игрока в молдавский клуб уже согласован и что сам футболист прибыл в распоряжение «Шерифа» для прохождения медицинского обследования и последующего подписания контракта. Вскоре футболист официально перешёл в тираспольский «Шериф». Дебютировал за клуб 16 февраля 2023 года в матче Лиги конференций УЕФА против белградского «Партизана», выйдя в стартовом составе и проведя на поле все 90 минут. В ответном матче 23 февраля 2023 года против «Партизана» вышел на поле на 70 минуте и вместе с клубом прошёл в стадию 1/8 финала Лиги конференций УЕФА. Сезон за клуб начал 4 марта 2023 года в матче Кубка Молдовы против клуба «Дачия-Буюкань». Дебютный матч в молдавской Суперлиге сыграл 13 марта 2023 года в матче против клуба «Бэлць». Вместе с клубом стал победителем молдавской Суперлиги. Также вместе с клубом стал обладателем Кубка Молдовы, в финале 28 мая 2023 года в серии пенальти обыграв клуб «Бэлць».

#### Сезон 2023/24
В июле 2023 года вместе с клубом отправился на квалификационные матчи Лиги чемпионов УЕФА. Первый матч сыграл 12 июля 2023 года против румынского «Фарула», выйдя на поле в стартовом составе. В рамках второго квалификационного раунда вместе с клубом уступил израильскому клубу «Маккаби» Хайфа по сумме матчей и выбыл в Лигу Европы УЕФА. Первый матч в молдавском чемпионате сыграл 6 августа 2023 года против клуба «Петрокуб». Вместе с клубом вышел в групповой этап Лиги Европы УЕФА, победив в рамках квалификаций белорусский БАТЭ и фарерский «КИ Клаксвик». Первый матч в групповом этапе Лиги Европы УЕФА сыграл 21 сентября 2023 года против итальянской «Ромы». Первыми забитыми голами в сезоне отличился 1 ноября 2023 года в матче Кубка Молдовы против клуба ФКМ Унгень, оформив дубль. По итогу группового этапа Лиги Европы УЕФА вместе с клубом занял итоговое последнее место и завершил своё выступление на еврокубковом турнире. По сообщениям СМИ в январе 2024 года к футболисту проявлял интерес казахстанский клуб «Актобе». Всего за первую половину сезона отличился своими 2 забитыми голами в рамках Кубка Молдовы.

### «Мехелен»
В конце января 2024 года сообщалось, что к игроку также проявляет интерес бельгийский клуб «Мехелен». Вскоре бельгийские СМИ сообщили, что перешёл в бельгийский клуб, сумма трансфера которого составила порядка 500 тысяч евро. Вскоре футболист официально присоединился к бельгийскому клубу, подписав контракт до конца июня 2027 года. Дебютировал за клуб 4 февраля 2024 года в матче против клуба «Эйпен», выйдя на замену на 63 минуте. Футболист быстро смог закрепиться в основной команде бельгийского клуба, вместе с которым завершил основной этап чемпионата на итоговом восьмом месте, отправившись в стадию плей-офф за право участия в еврокубковом турнире. По итогу раунда плей-офф вместе с клубом остановился на втором месте, не заработав права на участие в еврокубковом турнире. 

### «Копенгаген»
В июле 2024 года перешёл в датский клуб «Копенгаген», с которым подписал четырёхлетний контракт, а сумма трансфера составила порядка 4 миллионов евро. Дебютировал за клуб 22 июля 2024 года в матче против клуба «Люнгбю», выйдя на поле в стартовом составе. В июле 2024 года вместе с клубом отправился на квалификационные матчи Лиги конференций УЕФА. Первый матч на турнире сыграл 1 августа 2024 года против гибралтарского клуба «Бруно’с Мэгпайс», выйдя на замену на 64 минуте. По итогу квалификаций вместе с датским клубом вышли в основной этап, однако сам футболист большую часть мачей пробыл на скамейке запасных, сыграв лишь по матчу против немецкого «Хайденхайма» и английского «Челси». По итогу сезона вместе с клубом стал победителем чемпионата. В финале Кубка Дании 29 мая 2025 года вместе с клубом стал обладателями титула, победив «Силькеборг». На протяжении сезона выступал за клуб преимущественно в роли игрока замены, результативными действиями не отличившись.
В июле 2025 года вместе с клубом отправился на квалификационные матчи Лиги чемпионов УЕФА. Первый матч в новом сезоне сыграл 22 июля 2025 года против косовской «Дриты», выйдя на поле в стартовом составе. Первый матч в чемпионате сыграл 15 августа 2025 года против клуба «Норшелланн», выйдя на поле в стартовом составе.

## Международная карьера
Выступал в молодёжных сборных Зимбабве до 20 и до 23 лет. В сборную до 20 лет вызывался в ноябре 2020 года для участия в Кубке КОСАФА среди молодёжных команд. В нобяре 2023 года получил вызов в национальную сборную Зимбабве. Дебютировал за сборную 19 ноября 2023 года в матче против сборной Нигерии, выйдя на замену на 70 минуте.

#### Статистика матчей за национальную сборную
| Матчи Гарананги за сборную Зимбабве | Матчи Гарананги за сборную Зимбабве | Матчи Гарананги за сборную Зимбабве | Матчи Гарананги за сборную Зимбабве | Матчи Гарананги за сборную Зимбабве | Матчи Гарананги за сборную Зимбабве      | Матчи Гарананги за сборную Зимбабве |
| ----------------------------------- | ----------------------------------- | ----------------------------------- | ----------------------------------- | ----------------------------------- | ---------------------------------------- | ----------------------------------- |
| №                                   | Дата                                | Соперник                            | Счёт                                | Гол                                 | Соревнование                             |                                     |
| 1                                   | 19 ноября 2023 года                 | Нигерия                             | 1:1                                 | —                                   | Отборочный турнир на чемпионат мира 2026 |                                     |
| 2                                   | 23 марта 2024 года                  | Замбия                              | 0:0 (пен. 8:7)                      | —                                   | Товарищеский матч                        |                                     |
| 3                                   | 26 марта 2024 года                  | Кения                               | 1:3                                 | —                                   | Товарищеский матч                        |                                     |
| 4                                   | 11 июня 2024 года                   | ЮАР                                 | 1:3                                 | —                                   | Отборочный турнир на чемпионат мира 2026 |                                     |
| 5                                   | 6 сентября 2024 года                | Кения                               | 0:0                                 | —                                   | Квалификации на КАН 2025                 |                                     |
| 6                                   | 10 сентября 2024 года               | Камерун                             | 0:0                                 | —                                   | Квалификации на КАН 2025                 |                                     |
| 7                                   | 14 ноября 2024 года                 | Кения                               | 1:1                                 | —                                   | Квалификации на КАН 2025                 |                                     |
| 8                                   | 19 ноября 2024 года                 | Камерун                             | 2:1                                 | —                                   | Квалификации на КАН 2025                 |                                     |
| 9                                   | 20 марта 2025 года                  | Бенин                               | 2:2                                 | —                                   | Отборочный турнир на чемпионат мира 2026 |                                     |
| 10                                  | 25 марта 2025 года                  | Нигерия                             | 1:1                                 | —                                   | Отборочный турнир на чемпионат мира 2026 |                                     |

 Итого по официальным матчам: 10 матчей ; 1 победа, 6 ничьей, 3 поражения.

## Статистика выступлений
| Выступление      | Выступление      | Выступление      | Лига | Лига | Кубки | Кубки | Конт. Кубки | Конт. Кубки | Итого | Итого |
| Клуб             | Лига             | Сезон            | Игры | Голы | Игры  | Голы  | Игры        | Голы        | Игры  | Голы  |
| ---------------- | ---------------- | ---------------- | ---- | ---- | ----- | ----- | ----------- | ----------- | ----- | ----- |
| Убунту Кейптаун  | Второй дивизион  | 2020/21          | ?    | ?    | ?     | ?     | —           | —           | ?     | ?     |
| Убунту Кейптаун  | Второй дивизион  | 2021/22          | ?    | ?    | ?     | ?     | —           | —           | ?     | ?     |
| Убунту Кейптаун  | Итого            | Итого            | ?    | ?    | ?     | ?     | —           | —           | ?     | ?     |
| Динамо-Брест     | Высшая лига      | 2022             | 24   | 2    | 4     | 0     | 0           | 0           | 28    | 2     |
| Динамо-Брест     | Итого            | Итого            | 24   | 2    | 4     | 0     | 0           | 0           | 28    | 2     |
| Шериф            | Суперлига        | 2022/23          | 5    | 0    | 5     | 0     | 4           | 0           | 14    | 0     |
| Шериф            | Суперлига        | 2023/24          | 9    | 0    | 1     | 2     | 14          | 0           | 24    | 2     |
| Шериф            | Итого            | Итого            | 14   | 0    | 6     | 1     | 18          | 0           | 38    | 1     |
| Мехелен          | Про-лига         | 2023/24          | 16   | 0    | 0     | 0     | 0           | 0           | 16    | 0     |
| Мехелен          | Итого            | Итого            | 16   | 0    | 0     | 0     | 0           | 0           | 16    | 0     |
| Копенгаген       | Суперлига        | 2024/25          | 11   | 0    | 6     | 0     | 4           | 0           | 21    | 0     |
| Копенгаген       | Суперлига        | 2025/26          | 1    | 0    | 0     | 0     | 2           | 0           | 3     | 0     |
| Копенгаген       | Итого            | Итого            | 12   | 0    | 6     | 0     | 6           | 0           | 24    | 0     |
| Всего за карьеру | Всего за карьеру | Всего за карьеру | 66   | 2    | 15    | 2     | 24          | 0           | 105   | 4     |

## Достижения
«Шериф»
- Чемпион Молдовы: 2022/23
- Обладатель Кубка Молдовы: 2022/23

«Копенгаген»
- Чемпион Дании: 2024/25
- Обладатель Кубка Дании: 2024/25